# Koszykówka na Letniej Uniwersjadzie 1965
Koszykówka na Letniej Uniwersjadzie 1965 – zawody koszykarskie rozgrywane podczas Letniej Uniwersjady 1965. W programie znalazły się dwie konkurencje – turniej kobiet i mężczyzn. Rywalizacja kobiet odbyła się po raz drugi w historii uniwersjad, a mężczyzn po raz czwarty.
Złoty medal w turnieju kobiet zdobyła reprezentacja Związku Radzieckiego, srebrny Czechosłowacji, a brązowy Węgier. W turnieju mężczyzn najlepsi okazali się koszykarze Stanów Zjednoczonych. Drugą pozycję zajął Związek Radziecki, a trzeci Węgry. Zarówno dla Związku Radzieckiego w rywalizacji kobiet, jak i Stanów Zjednoczonych w turnieju mężczyzn były to pierwsze w historii tytuły mistrzowskie uniwersjad w tych konkurencjach.

## Klasyfikacje medalowe

### Wyniki konkurencji
| Konkurencja:     | 1. miejsce        | 2. miejsce     | 3. miejsce |
| Turniej kobiet   | ZSRR              | Czechosłowacja | Węgry      |
| Turniej mężczyzn | Stany Zjednoczone | ZSRR           | Węgry      |

### Klasyfikacja medalowa państw
| Nr | Państwo           |   |   |   | Ogółem |
| -- | ----------------- | - | - | - | ------ |
| 1. | ZSRR              | 1 | 1 | 0 | 2      |
| 2. | Stany Zjednoczone | 1 | 0 | 0 | 1      |
| 3. | Czechosłowacja    | 0 | 1 | 0 | 1      |
| 4. | Węgry             | 0 | 0 | 2 | 2      |